# Raschepses

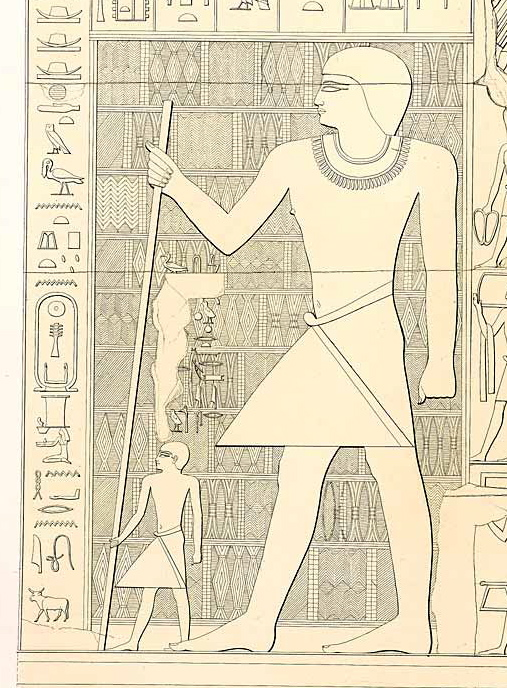
Bild des Raschepses in seiner Mastaba

Raschepses war ein hoher altägyptischer Beamter der 5. Dynastie (etwa 2500 bis 2350 v. Chr.). Er trug zahlreiche wichtige Titel. Am Ende seiner Karriere wurde er zum Wesir befördert, dem obersten Beamten nach dem Pharao.
Raschepses ist vor allem durch seine Mastaba bekannt, die sich nördlich der Djoser-Pyramide in Sakkara befindet. Die Mastaba ist schon durch die Lepsius-Expedition im 19. Jahrhundert entdeckt worden und erhielt die Nummer LS 16. Die Räume der Mastaba sind mit Reliefs dekoriert. Die unterirdische Grabkammer ist ausgemalt. Dekorierte Grabkammern kamen erst am Ende der 5. Dynastie auf. Die Grabkammer des Raschepses ist vielleicht die früheste mit Malereien. Raschepses amtierte unter König Djedkare. In seiner Mastaba befinden sich als Teil der Wanddekoration die Kopien zweier Briefe, die der König an den Beamten sandte.
Raschepses war vor seiner Beförderung zum Wesir Vorsteher der Schreiber der königlichen Urkunde, Vorsteher der Doppelscheune und Vorsteher aller Arbeiten des Königs. Raschepses war vielleicht der Sohn des Vorstehers aller Arbeiten des Königs Netjerweser. Die Mastaba des letzteren liegt neben der des Raschepses. In dieser Mastaba wird ein Raschepses als Sohn des Netjerweser genannt. Allerdings hatte Raschepses auch einen Sohn namens Netjerweser, so dass Netjerweser entweder der Vater oder der Sohn des Raschepses war.